# Duggan
Duggan es una localidad argentina situada en la zona noreste de la provincia de Buenos Aires. El pueblo se encuentra ubicado en el kilómetro 128 de la Ruta Nacional 8, en el partido de San Antonio de Areco, a dos horas de la ciudad de Buenos Aires.
Se caracteriza por la tranquilidad y seguridad, habitual de los pueblos rurales. 
El Pueblo de Labradores, está muy cerca de los haras y studs más importantes del país.
Su Fiesta Patronal -San Juan Bautista- es verdaderamente una fiesta de pueblo.

## Población
Cuenta con 573 habitantes (Indec, 2010), lo que no representa cambio frente a los 573 habitantes (Indec, 2001) del censo anterior.
| Gráfica de evolución demográfica de Duggan entre 1991 y 2010 |
|                                                              |
| Fuente: Censos nacionales del INDEC                          |

## Lugares para visitar
- Capilla San Juan Bautista

Típica capilla de pueblo. Su cúpula, sus cuatro pequeñas torres, sus vitrales y el vía crucis tallado en madera, junto a las imponentes arañas “art-deco”, conforman un conjunto armónico, de uno de los templos más bonitos del partido. Su acústica lo convierte a veces en escenario de conciertos de música clásica.
- Plazoletas “Carlos Duggan” y “San Juan Bautista”

- - La primera, Carlos Duggan, se encuentra al final de la única calle asfaltada, con juegos para chicos y un monolito en homenaje al hijo del pueblo Infante de Marina José Luis Galarza caído en Malvinas.

- - La plazoleta San Juan Bautista se encuentra al noroeste del pueblo; es una típica plaza pueblo donde no existe la vereda ni la calesita, pero si lindos juegos de madera para los más chiquitos, y cómodos bancos de madera.

- Estación del Ferrocarril

Antigua estación de ferrocarril, que ahora utiliza su edificio la única Escuela Agraria del partido. Lugar donde se realizan las destrezas en las fiestas patronales.
- La panadería del pueblo

La más vieja del partido de San Antonio de Areco. Data de 1910 o 1911. Era famosa por las “tortas negras”. Conserva un gran número de piezas y herramientas con las que se hacía el pan en el siglo pasado. Allí se encuentra además el “Archivo Histórico de Pueblo y la Región”. Actualmente no está en funcionamiento.

## Ferrocarril
- Estación Duggan

Antigua estación de ferrocarril, que ahora utiliza su edificio la única Escuela Agraria del partido. Lugar donde se realizan las destrezas en las fiestas patronales.